# Кшижановице (гмина)
Кшижановице (пол. Krzyżanowice) — сельская гмина (волость) в Польше, входит как административная единица в Рацибужский повет, Силезское воеводство. Население — 11 492 человека (на 2004 год).

## Демография
| Перепись                       | Всего   | Всего | Женщины | Женщины | Мужчины | Мужчины |
| ------------------------------ | ------- | ----- | ------- | ------- | ------- | ------- |
| Единицы                        | человек | %     | человек | %       | человек | %       |
| Население                      | 11 492  | 100   | 5986    | 52,1    | 5506    | 47,9    |
| Плотность населения (чел./км²) | 164,9   | 164,9 | 85,9    | 85,9    | 79      | 79      |

## Соседние гмины
1. Гмина Гожице
2. Гмина Кшановице
3. Гмина Любомя
4. Рацибуж